# Austin 16 hp
La 16 hp è un'autovettura prodotta dall'Austin dal 1945 al 1949 in 35.434 esemplari. A parte il nome, non condivideva nulla con la precedente e quasi omonima Austin 16.
Mentre impiegava un nuovo motore a quattro cilindri da 2.199 cm³ di cilindrata e valvole in testa, la 16 hp aveva installato la stessa carrozzeria pre-bellica dell'Austin 12, che continuò ad essere prodotta insieme all'Austin 8 e all'Austin 10. La sigla 16 hp nel nome del modello non indicava la potenza in CV del motore (in inglese "hp", cioè "horse power"), bensì la potenza fiscale, cioè l'indicatore per il pagamento della tassa di possesso del veicolo. Infatti, il motore del veicolo, che fu il primo dell'Austin a valvole in testa, erogava 67 CV di potenza a 3.800 giri al minuto. Il cambio era manuale a quattro rapporti.
Il modello condivideva molte caratteristiche tecniche con la 12/4 "Low Loader" Taxi, tra cui il sistema integrato di sollevamento idraulico che agiva grazie ad una pompa posizionata sotto il cofano. La 16 hp fu disponibile con due carrozzerie, berlina quattro porte e familiare cinque porte.
La 16 hp aveva buone prestazioni per l'epoca, ed infatti riusciva a raggiungere i 121 km/h di velocità massima. Durante il rigido inverno del 1947 Alan Hess e la sua squadra di piloti guidarono tre Austin 16 hp a scopo pubblicitario in un viaggio, che durò sette giorni, tra sette capitali del Nord Europa. Nonostante le grandi difficoltà dovute alle fitte nevicate, le vetture completarono l'avventura con successo.